# I Am... Sasha Fierce (album của Beyoncé)
I Am...Sasha Fierce (Tôi là...Sasha Fierce) là album phòng thu thứ 3 của ca sĩ nhạc R&B, pop Beyoncé Knowles, được phát hành vào ngày 8 tháng 11, năm 2008, và đã tạo nên một cơn sốt âm nhạc trên toàn thế giới. Đây là album đôi đầu tiên của cô với hai đĩa, với hai nội dung khác nhau. "I Am..." mang đến những giai điệu pop ballad nhẹ nhàng trong khi "Sasha Fierce" lại mang âm hưởng của các bản nhạc dance sôi động. Nhưng các nhà phê bình lại cho rằng việc cô phân ra thành hai phần như vậy không thích hợp, vì vậy những bản đĩa phát hành sau này chỉ gồm một đĩa duy nhất.
Album được phát hành cùng với một phiên bản chất lượng cao (Deluxe Edition), sau đó là một đĩa mở rộng mang tên Above and Beyoncé gồm các bài hát được hòa âm, phối khí lại và tuyển tập các video ca nhạc nằm trong album, một phiên bản Bạch Kim (Platinum Edition) và thêm một phiên bản chất lượng cao – Tái Phát hành (Re-release) để kỷ niệm một năm kể từ khi phát hành bản đầu tiên của album.
Sau khi được phát hành, album nhận được nhiều đánh giá cao của các nhà phê bình âm nhạc nổi tiếng và lọt vào Top 10 trong 30 bảng xếp hạng âm nhạc trên toàn thế giới. 9 đĩa đơn của album đã được phát hành phát hành, trong đó có 5 đĩa đơn thành công trên thế giới và 3 đĩa thành công tại Mĩ. Album đứng đầu bảng xếp hạng Billboard 200, nằm trong 22 bảng xếp hạng trên thế giới và được phong tặng là đĩa Bạch Kim tại Mĩ. Khiến Beyoncé trở thành ca sĩ nữ R&B thứ hai có album 3 album của mình đều năm trong Top 3, chỉ đứng sau Alicia Keys. Trong buổi lễ trao giải Grammy lần thứ 52, album giành được 8 đề cử và giành 7 giải thưởng trong một đêm, đánh bại kỉ lục trước của cô khi giành 6 giải trong một đêm năm 2003 với album Dangerously In Love.
Để quảng bá trong album của mình, cô đã tổ chức tour diễn của mình mang tên "I Am...Tour, tour diễn công phá số lượng tiêu thụ vé và trở thành một trong những tour diễn mùa hè "nóng" nhất của tạp chí Billboard.
Album ra mắt lần đầu với hai đĩa đơn là "If I Were A Boy" và "Single Ladies (Put A Ring On It)". Hai ca khúc đều vươn lên vị trí đầu bảng xếp hạng Billboard Hot 100 và hơn tám bảng xếp hạng toàn cầu. Hai đĩa đơn sau đó là "Diva" và "Ego" chỉ được phát hành riêng tại Mĩ. Vì vậy, "Halo" và "Sweet Dreams" được xem là hai đĩa đơn chính thức để quảng bá album toàn thế giới. Đồng thời, ca khúc "Broken Hearted-Girl và Video Phone (kết hợp cùng Lady Gaga) được phát hành vào tháng Mười một và gây chấn động cho nền âm nhạc thế giới.

## Sự ra đời
Trong một lần phỏng vấn cho tờ tạp chí Worldwide, cô tiết mình đã thu âm được gần 70 bài hát hơn tám tháng. Trong một lời tuyên bố về album mới của mình trên trang web chính thức của Knowles, cô viết:
"Bây giờ, tôi đang ở một nơi khác và tôi mong muốn mọi người có thể thấy được nhiều mặt khác của tôi. Âm nhạc đối với tôi rất quan trọng và là một phần không thể thiếu trong cuộc đời của tôi. Trong cuộc sống, tôi đã gặp rất nhiều khó khăn. Nhưng tôi không sợ và âm nhạc của tôi sẽ giải thích tất cả. Không gì có thể điều khiển được âm nhạc của tôi. Đó chính là tôi và tôi rất vui khi chia sẻ nó với thế giới vào ngày 8 tháng 11, năm 2008".
Cha của cô đồng thời cũng chính là người quản lý, Mathew Knowles, nói thêm về album:
"Trong album, con gái của tôi đã trưởng thành hơn, cứng cõi hơn và đã khẳng định được dòng nhạc của mình. Khác với Beyoncé của một năm trước. Giờ, cô ấy đã kết hôn, sống một cuộc sống thật hạnh phúc và album này đã phản ánh được điều đó."
Ngoài ra, Danja và The Neptunes cũng tuyên bố tham gia sản xuất album, nhưng hãng thu âm của họ đã không thực hiện theo đúng hợp đồng.

### Sasha Fierce
Beyoncé đã giới thiệu cho mọi người một tên gọi khác của mình "Sasha Fierce". Knowles đã tiết lộ cái tên Sasha được "sinh ra" vào năm 2003, thời điểm cô tạo nên bài hit mọi thời đại "Crazy In Love". Trong cuộc phỏng vấn của tờ Entertainment Weekly, Knowles nói rằng Sasha Fierce là tên gọi thân mật khi cô đang làm việc hoặc ở trên sân khấu. Ngoài ra, trong Tiếng Việt thì Sasha là một loài báo rất hung dữ, còn Fierce là dữ tợn, hung tợn, Sasha Fierce là Báo Sasha dữ tợn, nó chứng tỏ một người phụ nữ mạnh mẽ, quyến rũ và tích cực hình thành nên phong cách của mình.
Sasha Fierce được xuất hiện đầu tiên trong video "Single Ladies (Put a Ring on It)", khi cô khoe một "chiếc găng tay rôbốt" của mình cùng với chiếc nhẫn cưới mà Jay- Z đã cầu hôn cô. Đồng thời, nó cũng đã xuất hiện khi cô tại lễ trao giải MTV châu Âu 2008, tại màn biểu diễn của chương trình Saturday Night Live, trong bìa tạp chí Gotham, trong video ca nhạc Diva và trong màn trình diễn bài hát "Single Ladies" tại lễ trao giải MTV Video Music Awards 2009. 

## Dòng nhạc
Trong một cuộc phỏng vấn của tạp chí âm nhạc nổi tiếng Billboard, Beyoncé nói về album đôi của mình:[...] "Một đĩa của album có những bài hát nhẹ nhàng, theo thể loại Jazz, Pop dễ nghe và còn một đĩa lại theo phong cách R&B mạnh mẽ, dành cho những người hâm mộ của tôi. Trong đó có một số bài hát mang âm hưởng của Barbra Streisand, Karen Carpenter và The Beatles khoảng những năm 1970". Cô giải thích trên chương trình The Oprah Winfrey Show sự khác biệt giữa I Am... Sasha Fierce và các album trước đó của cô: "[...]Ở album này thì lại có nhiều bản ballad nhẹ nhàng hơn các album khác. Ở đĩa thứ 2 thì mang nhiều giai điệu synthpop, Electropop của những năm 80' như bài "Radio", "Diva", "Sweet Dreams", "Scared của Lonely", và "Video Phone"". 
Ngoài ra, bài hát "Smash into You" trong album đã được chọn làm nhạc cho bộ phim kinh dị năm 2009 Obsessed, bộ phim do Knowles đã thủ vai Sharon đóng cặp với hai diễn viên nổi tiếng là Idris Elba và diễn viên xuất thân từ bộ phim truyền Heroes, Ali Larter. "Halo" là bài hát sở dĩ của ca sĩ người Anh Leona Lewis, nhưng vì cô không có thời gian để xếp lịch thu âm bài hát, nên Ryan Tedder dành tặng bài hát này cho Beyoncé. 

## Phát hành
Hai đĩa đơn đầu tiên là "If I Were a Boy" và "Single Ladies (Put a Ring on It)" được phát sóng lần đầu tiên trên đài phát thanh ở Mĩ vào ngày 8 tháng 10 năm 2008. Sau đó, phiên bản Chất Lượng Cao (Deluxe Edition) cùng phiên bản Tiêu chuẩn (Standard Edition) của album, cả hai đều được phát hành vào ngày 18 tháng 11 năm 2008. Để quảng bá cho album thứ ba của Beyoncé, Mathew Knowles đã mở một buổi tiệc giới thiệu album của con gái mình ở thành phố New York, Mĩ vào ngày 22 tháng 10 năm 2009. Sau khi được phát hành, Beyoncé đăng tải lên một số bài hát trong album lên trang Myspace của mình và đã "tu sửa" lại trang web riêng của cô theo phong cách kiểu "Sasha" hơn.
Ngày 16 tháng 6 năm 2009, đĩa mở rộng Above and Beyoncé - Video Collection & Dance Mixes (Beyoncé và hơn thế nữa – Tuyển tập video & Các bài hát Remix) được phát hành. Bao gồm các bài hát được remix và tuyển tập các video trong album. Theo đó là "Đằng Sau Hậu Trường của album I Am...Sasha Fierce" và bài hát "Ego" được remix, song ca với ca sĩ nhạc rap Kanye West. Cuối cùng, phiên bản Bạch Kim (Platinum edition) của album đã được ra mắt vào tháng 11 năm 2009, đính kèm với CD và DVD. Phiên bản Chất Lượng Cao – tái phát hành (Re-release) cũng đã được phát hành tại Mĩ vào ngày 23 tháng 11 năm 2009 với sự xuất hiện của 3 ca khúc mới là "Poison", "Why Don't You Love Me" và phiên bản remix của "Video Phone" cùng với ca sĩ nhạc pop Lady GaGa cũng đã nằm trong đĩa mở rộng mang tên "I Am...Sasha Fierce - The Bonus Tracks" (I Am...Sasha Fierce – Những bài hát tặng kèm) phát hành cùng ngày với phiên bản này.

## Quảng bá

### Tour diễn I Am...
Nhằm quảng bá cho album mới, Beyoncé bắt đầu tour diễn thứ ba I Am... của mình vào tháng 3 năm 2009 ở phố Rexall tại Edmonton, Canada. Beyoncé bắt đầu tour diễn của mình ở Châu Âu vào ngày 26 tháng 4 năm 2009 tại Zagreb, Croatia và kết thúc tại London, Anh vào ngày 9 tháng 6 năm 2009. Vào ngày 21 tháng 6 năm 2009, Knowles bắt đầu tour diễn ở Mĩ và kết thúc vào tháng 8 cùng với 4 ngày trình diễn tại Encore Las Vegas ở Las Vegas Strip. Từ ngày 15 tháng 9 năm 2009, cô thực hiện tour diễn ở Melbourne, Úc và kết thúc tại Perth, Úc vào ngày 24 tháng 11 năm 2009. Tour diễn trên đã đem về cho cô một số tiền khá bộn: hơn 87 triệu USD và có mặt trong top 5 những ca sĩ kiếm tiền giỏi nhất 2009 và 2010

## Các đĩa đơn
•	"If I Were A Boy" được viết bởi Toby Gad và BC Jean, được cấp chứng nhận là đĩa 2 lần là đĩa Bạch Kim - bán hơn được 2.100.000 bản tại Mĩ và đứng đầu 11 bảng xếp hạng trên toàn thế giới, chủ yếu là ở châu Âu. Đây còn là đĩa đơn bán chạy nhất xứ sở sương mù của Knowles với 610 000 bản được bán ra. Tổng cộng single này đã bán được gần 4 triệu bản trên toàn thế giới và đạt vị trí #3 tại Billboard Hot 100
•	"Single Ladies (Put A Ring On It)" là đĩa đơn thứ hai nằm trong album, được viết bởi Christopher Stewart, Terius Nash, Kuk Harrell và Knowles ca khúc đứng đầu danh sách 100 đĩa đơn hay nhất năm 2008 của tờ Rolling Stone và đứng thứ nhì trong danh sách Những bài hát hay nhất năm 2008 của kênh âm nhạc MTV. Ngoài ra, video ca nhạc của bài hát có số lượng người coi trên trang xem video trực tuyến Youtube nhiều nhất, nhiều video của những người hâm mộ của cô còn nhảy lại những động tác giống như trong video của Knowles. Bán hơn được 4.000.000 tại Mĩ, trở thành bài hát thứ năm của cô đứng đầu trong bảng xếp hạng Hot 100. Đã được chứng nhận là đĩa 4 lần đi Bạch Kim và nằm trong Top 10 của các bảng xếp hạng trên thế giới.
•	"Diva" là đĩa đơn thứ ba được Knowles phát hành riêng tại Mĩ, viết bởi Bangladesh, Sean Garrett và Beyoncé. Nằm trong bảng xếp hạng Billboard Hot 100 với vị trí 96 rồi leo lên 77 bậc ở vị trí 19. Được chứng nhận là đĩa Vàng và bán hơn được 1.000.000.
•	"Halo" là đĩa đơn thứ ba trên toàn thế giới và là đĩa đơn thứ tư tính riêng tại Mĩ. Được viết bởi Ryan Tedder, Evan Bogart và Beyoncé. Từ vị trí 93 rồi leo lên 88 bậc đến vị trí thứ 5 trong bảng xếp hạng Hot 100, bán được hơn 2.000.000 bản và được chứng nhận là đĩa Bạch Kim hai lần. Bài hát được nằm trong 20 bảng xếp hạng trên toàn thế giới. Bài hát này sở dĩ là của ca sĩ người Anh Leona Lewis, nhưng vì cô không có thời gian để xếp lịch thu âm bài hát, Ryan dành tặng bài hát này cho Beyoncé. Bài hát được nhiều người cho là gióng với Already Gone của Kelly Clarkson (đồng sáng tác bởi Ryan Tedder), nên đã xảy ra một số vụ tranh cãi. Cuối năm 2009, "Halo" là đĩa đơn thành công thứ 6 trên toàn thế giới trong năm. Beyonce cũng biểu diễn một phiên bản bài hát này với Chris Martin, trưởng nhóm Coldplay trong Hope for Haiti.
•	"Ego" là đĩa đơn thứ năm tại Mĩ được phát hành, nằm trong phiên bản Chất Lượng Cao của album. Sáng tác bởi Elvis Williams, Harold Lilly và Knowles. Đồng thời, trong đĩa đơn còn có kèm bản remix song ca với ca sĩ nhạc Rap người Mỹ Kanye West, ra mắt trên đài phát thanh vào ngày 19 tháng 5 năm 2009. Bán được 500,000 bản và được chứng nhận là đĩa Vàng.
•	"Sweet Dream" là đĩa đơn thứ sáu nằm trong album. Được viết bởi Knowles, Scheffer, Wayne Wilkins và Love. Đứng hạng 1 tại New Zealand, hạng 2 tại Úc, hạng 5 tại Anh, hạng 10 tại Mĩ và chứng nhận là đĩa là đĩa Bạch Kim. Ra mắt trên đài phát thanh vào ngày 2 tháng 6 năm 2009 tại Mĩ.
•	"Broken-Hearted Girl" là đĩa đơn thứ bảy nằm trong album. Viết bởi Kenneth "Babyface" Edmonds, Mikkel S. Eriksen, Tor Erik Hermansen và Knowles. Được phát hành tại Úc vào ngày 28 tháng 8 năm 2009 và leo lên vị trí thứ 14 trong bảng xếp hạng Australian ARIA Singles Chart, hạng 20 ở Ireland và 27 ở UK. Ngoài ra, bài hát này không được phát hành tại Mĩ.
• "Video Phone" là đĩa đơn thứ 8 trong album phát hành ngày 17/11/2009.Viết bởi Beyoncé Knowles, Shondrae Crawford, Sean Garrett.Video của cô hợp tác với Lady Gaga.Tuy Xếp hạng trên Billboard không cao nhưng lại là một sự làm việc ăn ý giữa 2 người, và sau đó họ cùng hợp tác tạo ra siêu phẩm "Telephone" làm khoáy đảo bảng xếp hạng thế giới.
• "Why don't you love me" là đĩa hơn trong phần "không là chủ chốt"của album. Được viết bởi Beyoncé Knowles, Solange Knowles, Angie Beyince, Eddie Smith III, Jesse Rankins and Jonathan Wells.phát hành ngày 1/5/2010 và nhanh chóng dẫn đầu bảng xếp hạng U.S. Hot Dance Club Play.Tuy nhiên video này lại bị một người đàn ông kiện ra tòa, vì họ quay video vào lúc sáng sớm, làm ồn ào.Nhưng phải thú thật Beyone quả là một tài năng âm nhạc hiếm có.

## Thành công trên toàn thế giới
I Am...Sasha Fierce đứng thứ 5 rồi "vọt" lên đứng đầu trong bảng xếp hạng Oricon của Nhật Bản. Album đứng vị trí thứ nhất trên bảng xếp hạng Billboard 200 tại Mĩ, bán được hơn 482.000 bản trong tuần đầu tiên, được RIAA chứng nhận là đĩa 2x Bạch kim và là đứng thứ 10 trong bảng xếp hạng Những album bán chạy nhất năm 2008 của Billboard. Tại Anh, album đứng vị trí thứ 10, rồi đến hạng 9. Nhờ một phần thành công của đĩa đơn của mình, album leo lên vị trí 5 rồi đến vị trí thứ 2 trong bảng xếp hạng. Bán hơn được 1.000.000 bản tại Anh. Tại Ireland, đầu tiên I Am... Sasha Fierce đứng vị trí thứ 3. Sau thành công của "If I Were A Boy" và "Single Ladies (Put a Ring on It)", album di chuyển lên vị trí đầu bảng, trở thành album thứ hai của Knowles đứng đầu bảng xếp hạng tại Ireland. Tại Úc, I Am... Sasha Fierce đứng vị trí thứ 9 và thứ 8. Tuy nhiên, sau sự thành công của đĩa đơn "Sweet Dreams" và "Broken-Hearted Girl", album đã leo lên vị trí thứ 3 vào cuối tháng 9 năm 2009 trong bảng xếp hạng. Trong khi đó tại Brazil, album đã được chứng nhận là đĩa Kim cương. Tại New Zealand album đứng vị trí thứ 16. Sau thành công của các đĩa đơn của mình, đặc biệt là "Sweet Dreams", khiến album được đẩy lên đến vị trí thứ 3 trong bảng xếp hạng.

## Danh sách bài hát
Phiên bản Chất Lượng Cao của album trên chợ nhạc điện tử iTunes có kèm theo hai video "If I Were a Boy" và "Single Ladies (Put a Ring on It)". Trên iTunes Tây Ban Nha, album có kèm theo phiên bản Tiếng Tây Ban Nha của bài "If I Were a Boy". Tại Wal-Mart, trong quảng cáo của "Soundcheck" cho album, Wal-Mart đã sử dụng bài "Déjà Vu", "Me, Myself and I", "Irreplaceable", và "At Last" để làm nhạc nền.
| I Am... | I Am...                               | I Am...                                                                    | I Am...    |
| STT     | Nhan đề                               | Phổ nhạc                                                                   | Thời lượng |
| ------- | ------------------------------------- | -------------------------------------------------------------------------- | ---------- |
| 1.      | "If I Were a Boy"                     | Toby Gad, BC Jean                                                          | 4:10       |
| 2.      | "Halo"                                | Beyoncé Knowles, Ryan Tedder, Evan Kidd Bogart                             | 4:21       |
| 3.      | "Disappear"                           | Knowles, Amanda Ghost, Hugo Chakrabongse, Dave McCracken, Ian Dench        | 4:28       |
| 4.      | "Broken-Hearted Girl"                 | Kenneth "Babyface" Edmonds, Mikkel S. Eriksen, Tor Erik Hermansen, Knowles | 4:39       |
| 5.      | "Ave Maria"                           | Knowles, Ghost, Dench, Makeba, Eriksen, Hermansen                          | 3:42       |
| 6.      | "Satellites"                          | Ghost, McCracken, Dench, Knowles                                           | 3:07       |
| 7.      | "Save the Hero" (digital bonus track) | Knowles, Ali Tamposi, Rico Love, James Scheffer                            | 4:34       |

| Sasha Fierce | Sasha Fierce                       | Sasha Fierce                                                     | Sasha Fierce |
| STT          | Nhan đề                            | Phổ nhạc                                                         | Thời lượng   |
| ------------ | ---------------------------------- | ---------------------------------------------------------------- | ------------ |
| 1.           | "Single Ladies (Put a Ring on It)" | Christopher Stewart, Terius Nash, Thaddis "Kuk" Harrell, Knowles | 3:13         |
| 2.           | "Radio"                            | Scheffer, Love, Dwayne Nesmith, Knowles                          | 3:38         |
| 3.           | "Diva"                             | Knowles, Shondrae Crawford, Sean Garrett                         | 3:21         |
| 4.           | "Sweet Dreams"                     | Knowles, Scheffer, Wayne Wilkins, Love                           | 3:28         |
| 5.           | "Video Phone"                      | Knowles, Crawford, Garrett, Angela Beyincé                       | 3:35         |

### Deluxe edition
| I Am... | I Am...                                                                  | I Am...                                                                   | I Am...    |
| STT     | Nhan đề                                                                  | Phổ nhạc                                                                  | Thời lượng |
| ------- | ------------------------------------------------------------------------ | ------------------------------------------------------------------------- | ---------- |
| 1.      | "If I Were a Boy"                                                        | Toby Gad, BC Jean                                                         | 4:10       |
| 2.      | "Halo"                                                                   | Beyoncé Knowles, Ryan Tedder, Evan Kidd Bogart                            | 4:21       |
| 3.      | "Disappear"                                                              | Knowles, Amanda Ghost, Hugo Chakrabongse, Dave McCracken, Ian Dench       | 4:28       |
| 4.      | "Broken-Hearted Girl"                                                    | Kenneth "Babyface" Edmond, Mikkel S. Eriksen, Tor Erik Hermansen, Knowles | 4:39       |
| 5.      | "Ave Maria"                                                              | Knowles, Ghost, Dench, Makeba, Eriksen, Hermansen                         | 3:42       |
| 6.      | "Smash into You"                                                         | Knowles, Stewart, Nash, T. Harrell                                        | 4:31       |
| 7.      | "Satellites"                                                             | Ghost, McCracken, Dench, Knowles                                          | 3:07       |
| 8.      | "That's Why You're Beautiful"                                            | Andrew Hey, James Fauntleroy II, Knowles                                  | 3:41       |
| 9.      | "Save the Hero" (bonus track)                                            | Knowles, Ali Tamposi, Rico Love, James Scheffer                           | 4:34       |
| 10.     | "Si Yo Fuera un Chico" (Mexican bonus track, Spanish iTunes bonus track) | Gad, Jean                                                                 | 4:09       |

| Sasha Fierce | Sasha Fierce                                    | Sasha Fierce                                                            | Sasha Fierce |
| STT          | Nhan đề                                         | Phổ nhạc                                                                | Thời lượng   |
| ------------ | ----------------------------------------------- | ----------------------------------------------------------------------- | ------------ |
| 1.           | "Single Ladies (Put a Ring on It)"              | Christopher Stewart, Terius Nash, Thaddis "Kuk" Harrell, Knowles        | 3:13         |
| 2.           | "Radio"                                         | Scheffer, Love, Dwayne Nesmith, Knowles                                 | 3:38         |
| 3.           | "Diva"                                          | Knowles, Shondrae Crawford, Sean Garrett                                | 3:21         |
| 4.           | "Sweet Dreams"                                  | Knowles, Scheffer, Wayne Wilkins, Love                                  | 3:28         |
| 5.           | "Video Phone"                                   | Knowles, Crawford, Garrett, Angela Beyincé                              | 3:35         |
| 6.           | "Hello"                                         | Knowles, Ramon Owen, David Quiñones, Bogart                             | 4:16         |
| 7.           | "Ego"                                           | Elvis "BlacElvis" Williams, Harold Lilly, Knowles                       | 3:56         |
| 8.           | "Scared of Lonely"                              | Darkchild, LaShawn Daniels, Cristyle, Love, Solange Knowles, B. Knowles | 3:42         |
| 9.           | "Why Don't You Love Me" (pre-order bonus track) | B. Knowles, S. Knowles, Angela Beyincé, Bama Boyz                       | 3:37         |

### 2009 deluxe edition
| 2009 deluxe re-release | 2009 deluxe re-release                             | 2009 deluxe re-release                                                    | 2009 deluxe re-release |
| STT                    | Nhan đề                                            | Phổ nhạc                                                                  | Thời lượng             |
| ---------------------- | -------------------------------------------------- | ------------------------------------------------------------------------- | ---------------------- |
| 1.                     | "If I Were a Boy"                                  | Toby Gad, BC Jean                                                         | 4:10                   |
| 2.                     | "Halo"                                             | Beyoncé Knowles, Ryan Tedder, Evan Kidd Bogart                            | 4:21                   |
| 3.                     | "Disappear"                                        | Knowles, Amanda Ghost, Hugo Chakrabongse, Dave McCracken, Ian Dench       | 4:28                   |
| 4.                     | "Broken-Hearted Girl"                              | Kenneth "Babyface" Edmond, Mikkel S. Eriksen, Tor Erik Hermansen, Knowles | 4:39                   |
| 5.                     | "Ave Maria"                                        | Knowles, Ghost, Dench, Makeba, Eriksen, Hermansen                         | 3:42                   |
| 6.                     | "Smash into You"                                   | Knowles, Stewart, Nash, T. Harrell                                        | 4:31                   |
| 7.                     | "Satellites"                                       | Ghost, McCracken, Dench, Knowles                                          | 3:07                   |
| 8.                     | "That's Why You're Beautiful"                      | Andrew Hey, James Fauntleroy II, Knowles                                  | 3:41                   |
| 9.                     | "Single Ladies (Put a Ring on It)"                 | Christopher Stewart, Terius Nash, Thaddis "Kuk" Harrell, Knowles          | 3:13                   |
| 10.                    | "Radio"                                            | Scheffer, Rico Love, Dwayne Nesmith, Knowles                              | 3:38                   |
| 11.                    | "Diva"                                             | Knowles, Shondrae Crawford, Sean Garrett                                  | 3:21                   |
| 12.                    | "Sweet Dreams"                                     | Knowles, Scheffer, Wayne Wilkins, Love                                    | 3:28                   |
| 13.                    | "Video Phone"                                      | Knowles, Crawford, Garrett, Angela Beyincé                                | 3:35                   |
| 14.                    | "Hello"                                            | Knowles, Ramon Owen, David Quiñones, Bogart                               | 4:16                   |
| 15.                    | "Ego"                                              | Elvis "BlacElvis" Williams, Harold Lilly, Knowles                         | 3:56                   |
| 16.                    | "Scared of Lonely"                                 | Darkchild, LaShawn Daniels, Cristyle, Love, Solange Knowles, B. Knowles   | 3:42                   |
| 17.                    | "Poison"                                           | Johntá Austin, Mikkel S. Eriksen, Tor Erik Hermansen, Knowles             | 4:02                   |
| 18.                    | "Video Phone" (Extended Remix featuring Lady Gaga) | Knowles, Lady Gaga (remix only), Shondrae Crawford, Sean Garrett          | 5:04                   |
| 19.                    | "Why Don't You Love Me" (Wal-Mart only)            | B. Knowles, S. Knowles, Angela Beyincé, Bama Boyz                         | 3:37                   |

### Platinum edition
| I Am... Sasha Fierce | I Am... Sasha Fierce               | I Am... Sasha Fierce                                                         | I Am... Sasha Fierce |
| STT                  | Nhan đề                            | Phổ nhạc                                                                     | Thời lượng           |
| -------------------- | ---------------------------------- | ---------------------------------------------------------------------------- | -------------------- |
| 1.                   | "Single Ladies (Put a Ring on It)" | Christopher Stewart, Terius Nash, Thaddis "Kuk" Harrell, Knowles             | 3:13                 |
| 2.                   | "Diva"                             | Knowles, Shondrae Crawford, Sean Garrett                                     | 3:21                 |
| 3.                   | "Ego"                              | Elvis "BlacElvis" Williams, Harold Lilly, Knowles                            | 3:56                 |
| 4.                   | "Halo"                             | Beyoncé Knowles, Ryan Tedder, Evan Kidd Bogart                               | 4:21                 |
| 5.                   | "If I Were a Boy"                  | Toby Gad, BC Jean                                                            | 4:10                 |
| 6.                   | "Smash into You"                   | Knowles, Stewart, Nash, T. Harrell                                           | 4:31                 |
| 7.                   | "Sweet Dreams"                     | Knowles, Scheffer, Wayne Wilkins, Rico Love                                  | 3:28                 |
| 8.                   | "Broken-Hearted Girl"              | Kenneth "Babyface" Edmond, Mikkel S. Eriksen, Tor Erik Hermansen, Knowles    | 4:39                 |
| 9.                   | "Scared of Lonely"                 | Darkchild, LaShawn Daniels, Cristyle, Rico Love, Solange Knowles, B. Knowles | 3:42                 |
| 10.                  | "That's Why You're Beautiful"      | Andrew Hey, James Fauntleroy II, Knowles                                     | 3:41                 |
| 11.                  | "Hello"                            | Knowles, Ramon Owen, David Quiñones, Bogart                                  | 4:16                 |
| 12.                  | "Radio"                            | Knowles, Scheffer, Love, Dwayne Nesmith                                      | 4:16                 |
| 13.                  | "Video Phone"                      | Knowles, Crawford, Garrett, Angela Beyincé                                   | 3:35                 |
| 14.                  | "Ego" (Remix featuring Kanye West) | Elvis "BlacElvis" Williams, Harold Lilly, Knowles                            | 4:44                 |
| 15.                  | "Why Don't You Love Me"            | B. Knowles, S. Knowles, Angela Beyincé, Bama Boyz                            | 3:37                 |
| 16.                  | "Honesty"                          | Billy Joel, Ramone, Knowles                                                  | 3:47                 |
| 17.                  | "Save the Hero"                    | Knowles, Ali Tamposi, Rico Love, James Scheffer                              | 4:34                 |
| 18.                  | "Satellites"                       | Ghost, McCracken, Dench, Knowles                                             | 3:07                 |
| 19.                  | "Disappear"                        | Knowles, Amanda Ghost, Hugo Chakrabongse, Dave McCracken, Ian Dench          | 4:28                 |
| 20.                  | "Ave Maria"                        | Knowles, Ghost, Dench, Makeba, Eriksen, Hermansen                            | 3:42                 |

| DVD Video Collection | DVD Video Collection               | DVD Video Collection |
| STT                  | Nhan đề                            | Thời lượng           |
| -------------------- | ---------------------------------- | -------------------- |
| 1.                   | "If I Were a Boy"                  | 5:05                 |
| 2.                   | "Single Ladies (Put a Ring on It)" | 3:19                 |
| 3.                   | "Diva"                             | 4:05                 |
| 4.                   | "Halo"                             | 3:45                 |
| 5.                   | "Broken-Hearted Girl"              | 4:40                 |
| 6.                   | "Ego" (Remix featuring Kanye West) | 4:53                 |
| 7.                   | "Ego" (Fan Exclusive)              | 3:58                 |
| 8.                   | "Sweet Dreams"                     | 4:01                 |
| 9.                   | "Behind the Scenes"                | 20:00                |

### The Bonus Tracks EP
| I Am... Sasha Fierce - The Bonus Tracks EP | I Am... Sasha Fierce - The Bonus Tracks EP         | I Am... Sasha Fierce - The Bonus Tracks EP                       | I Am... Sasha Fierce - The Bonus Tracks EP |
| STT                                        | Nhan đề                                            | Phổ nhạc                                                         | Thời lượng                                 |
| ------------------------------------------ | -------------------------------------------------- | ---------------------------------------------------------------- | ------------------------------------------ |
| 1.                                         | "Video Phone" (Extended Remix featuring Lady Gaga) | Knowles, Lady Gaga (remix only), Shondrae Crawford, Sean Garrett | 5:04                                       |
| 2.                                         | "Why Don't You Love Me"                            | B. Knowles, S. Knowles, Angela Beyincé, Bama Boyz                | 3:37                                       |
| 3.                                         | "Poison"                                           | Johntá Austin, Mikkel S. Eriksen, Tor Erik Hermansen, Knowles    | 4:02                                       |

## Thực hiện
•	Kory Aaron – assistant engineer
•	Christian Baker – assistant engineer
•	Tim Blacksmith – Quản lý
•	David Boyd – assistant engineer
•	Jim Caruana – engineer, mixing, vocal engineer, vocal recording
•	Fusako Chubachi – art direction
•	Tom Coyne – mastering
•	Ian Dench – guitar, producer
•	Mikkel S. Eriksen – engineer, instrumentation
•	Jens Gad – drums
•	Toby Gad – arranger, producer, engineer, instrumentation
•	Jean-Paul Gaultier – clothing design
•	Amanda Ghost – producer
•	Matt Green – mixing, mixing assistant
•	Kuk Harrell – engineer
•	Andrew Hey – producer, engineer
•	Ty Hunter – stylist
•	Quincy Jackson – marketing
•	Jim Jonsin – producer, engineer, mixing
•	Steven "Steven J." Jordan – drums
•	Juli Knapp – A&R
•	Beyoncé Knowles – sản xuất, soạn nhạc, hát chính, hát bè, executive producer, vocal producer
•	Harold Lilly – sản xuất
•	Peter Lindbergh – chụp ảnh
•	Rico Love – vocals, producer, vocal producer
•	Dave McCracken – Sản Xuất
•	Jake McKim – artist coordination
•	Michael Paul Miller – assistant engineer
•	Thierry Mugler – Thiết kế trang phục
•	Dave Pensado – mixing
•	Mark "Spike" Stent – mixing
•	Chris "Tricky" Stewart – producer
•	Ryan Tedder – arranger, producer, engineer, instrumentation
•	Brian "B Luv" Thomas – engineer
•	Francesca Tolot – make-up
•	Marcos Tovar – engineer
•	Randy Urbanski – mixing assistant
•	Alexandra Velella – artist coordination
•	Miles Walker – engineer
•	Wayne Wilkins – Sản xuất, mixing
•	Dontae Winslow – trumpet
•	Andrew Wuepper – mixing assistant

## Bảng xếp hạng và Chứng nhận

### Vị trí trên bảng xếp hạng
| Bảng xếp hạng (2008–2010)        | Vị trí | Cuối năm 2008 | Cuối năm 2009 | Cuối năm 2010 |
| -------------------------------- | ------ | ------------- | ------------- | ------------- |
| Argentinian Albums Chart         | 7      | _             | _             | _             |
| Australian Albums Chart          | 3      | 50            | 10            | 61            |
| Australian Urban Albums Chart    | 1      | 6             | 2             | 9             |
| Austrian Albums Chart            | 20     | _             | 69            | _             |
| Belgian Albums Chart (Flanders)  | 10     | _             | 14            | _             |
| Belgian Albums Chart (Wallonia)  | 32     | _             | 57            | _             |
| Brasil Top 10 CD Sales           | 1      | _             | _             | _             |
| Canadian Albums Chart            | 6      | _             | 12            | _             |
| Croatian Albums Chart            | 1      | _             | _             | _             |
| Czech Albums Chart               | 5      | _             | _             | _             |
| Danish Albums Chart              | 25     | _             | 58            | _             |
| Dutch Albums Chart               | 6      | 75            | 11            | _             |
| European Top 100 Albums          | 3      | _             | 4             | 34            |
| French Albums Chart              | 20     | 176           | 104           | _             |
| German Albums Chart              | 17     | _             | 42            | _             |
| Greek International Albums Chart | 3      | 25            | _             | _             |
| Hungarian Albums Chart           | 8      | _             | 18            | _             |
| Irish Albums Chart               | 1      | _             | 5             | _             |
| Italian Albums Chart             | 16     | _             | 50            | _             |
| Japanese Albums Chart            | 3      | _             | _             | _             |
| Mexican Albums Chart             | 66     | _             | _             | _             |
| New Zealand Albums Chart         | 3      | _             | 15            | _             |
| Norwegian Albums Chart           | 2      | _             | _             | _             |
| Polish Albums Chart              | 5      | _             | 53            | _             |
| Portuguese Albums Chart          | 2      | _             | _             | _             |
| Russian Albums Chart             | 8      | _             | _             | _             |
| Scottish Albums Chart            | 3      | _             | _             | _             |
| Spanish Albums Chart             | 7      | _             | _             | _             |
| Swedish Albums Chart             | 5      | _             | 28            | _             |
| Swiss Albums Chart               | 7      | _             | 31            | _             |
| UK Albums Chart                  | 2      | 38            | 7             | _             |
| UK R&B Albums Chart              | 1      | _             | _             | _             |
| US Billboard 200                 | 1      | 10            | 2             | 84            |
| US Top R&B/Hip-Hop Albums        | 1      | _             | 1             | 25            |

 
|

### Chứng nhận
| Quốc gia       | Chứng nhận            |
| -------------- | --------------------- |
| Australia      | 3× Bạch kim (ARIA)    |
| Austria        | Vàng (IFPI)           |
| Belgium        | Bạch kim (Ultratop)   |
| Brazil         | 2× Kim cương (ABPD)   |
| Canada         | 2× Bạch kim (CRIA)    |
| China          | Vàng (SARFT)          |
| Europe         | 2× Bạch kim (IFPI)    |
| GCC            | Bạch kim (IFPI)       |
| Germany        | Bạch kim (BVMI)       |
| Hy Lạp         | Vàng (IFPI)           |
| Hungary        | Vàng (Mahasz)         |
| Ireland        | 2× Bạch kim (IRMA)    |
| Italy          | Vàng (FIMI)           |
| Japan          | Vàng (RIAJ)           |
| Netherlands    | Bạch kim (NVPI)       |
| New Zealand    | Bạch kim (RIANZ)      |
| Poland         | 2× Bạch kim (ZPAV)    |
| Portugal       | Bạch kim (AFP)        |
| Russia         | Bạch kim (NFPP)       |
| Spain          | Bạch kim (PROMUSICAE) |
| Sweden         | Vàng (IFPI)           |
| Switzerland    | Vàng (IFPI)           |
| United Kingdom | 4× Bạch kim (BPI)     |
| United States  | 2× Bạch kim (RIAA)    |